# Ingbokällornas naturreservat
Ingbokällorna är ett naturreservat i Heby kommun, Uppsala län.
Naturreservatet ligger i Ingbo och utgörs av ett antal källflöden i närheten av en skvaltkvarn som tidigare har funnits där. Numera finns en kopia av kvarnen på samma plats. Vattnet i källorna kommer från Ingboåsen. Ingbokällornas vatten ser på vissa ställen ut att ha en blågrön färg på grund av en särskild sand.

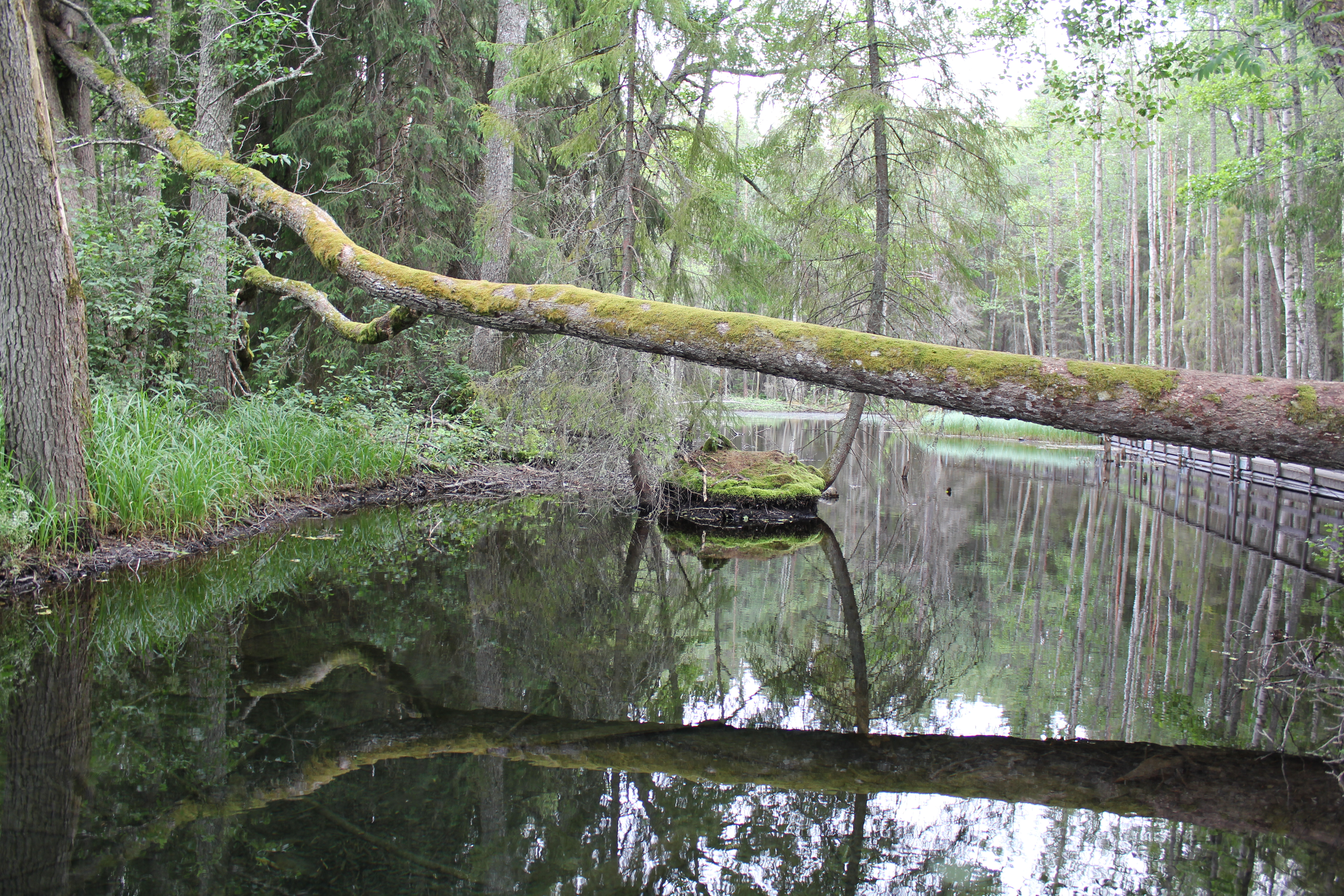
Ingbo källor i juli 2012.